# Deversare de petrol

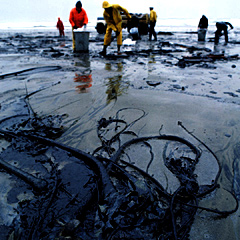
Varec după o deversare de petrol

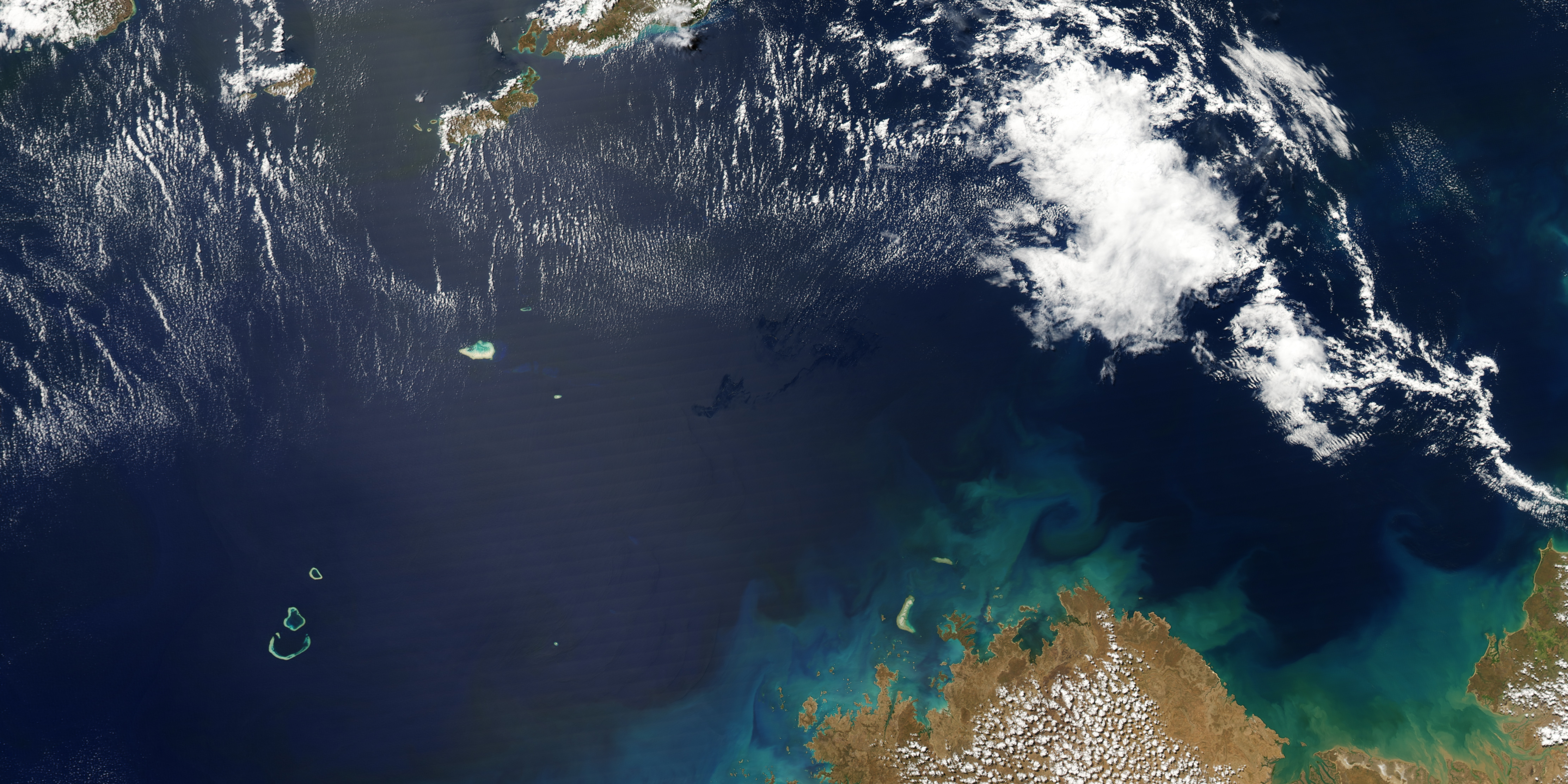
Deversarea de petrol de la platforma marină Montana în Marea Timor, septembrie 2009

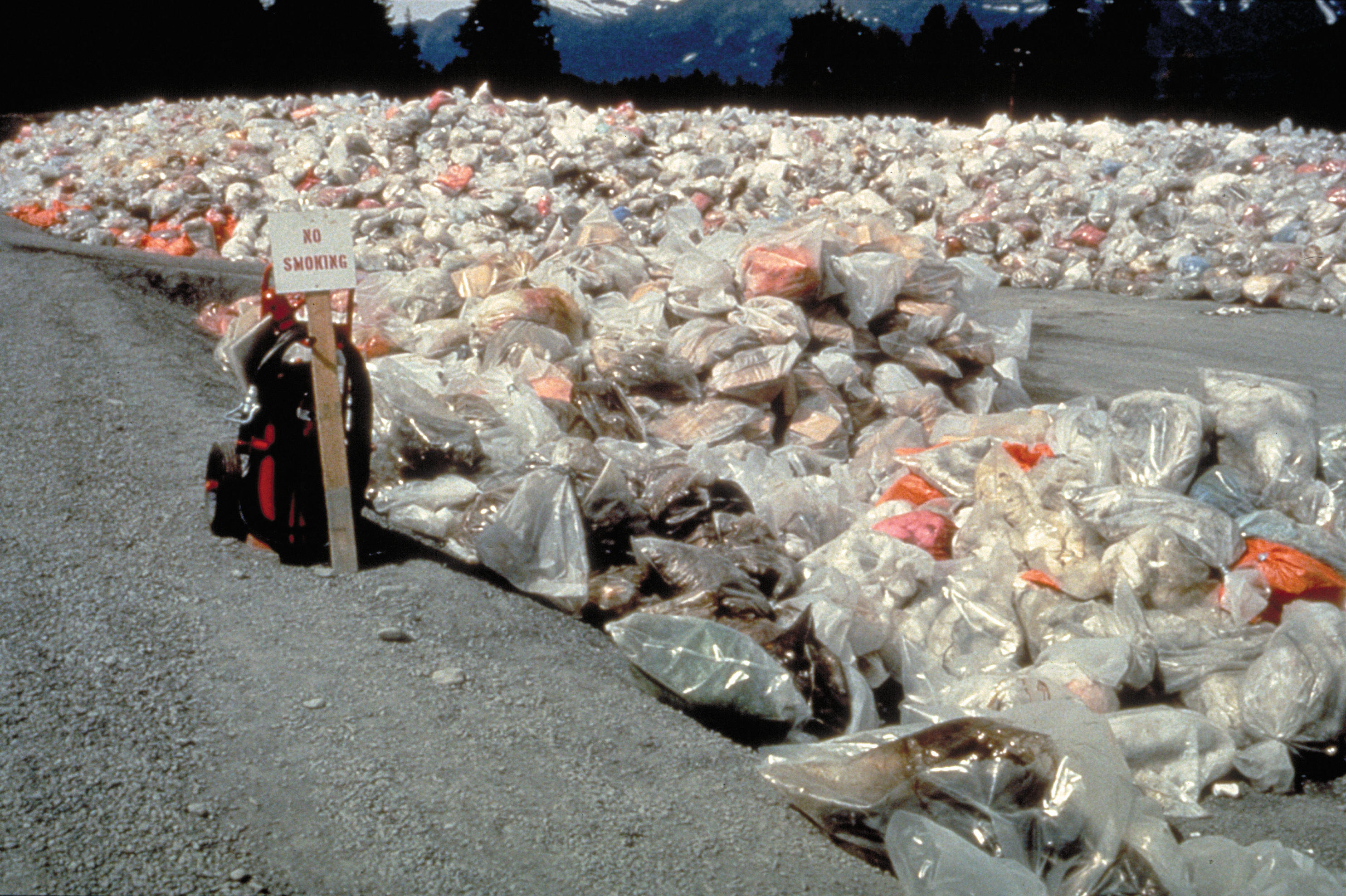
Saci cu deșeuri uleioase de la deversarea de petrol Exxon Valdez

O deversare de petrol este eliberarea de petrol lichid în mediu, în special într-un ecosistem marin⁠(d), din cauza activității umane și este o formă de poluare. Termenul este de obicei dat deversărilor de petrol marine, unde petrolul este deversat în ocean sau în apele de coastă, câd produc maree negre, dar deversările pot avea loc și pe uscat. Scurgerile de petrol pot rezulta din deversarea de țiței din petroliere, platforme petroliere marine, platforme de foraj⁠(d) și puțuri de petrol⁠(d). De asemenea, pot fi scurgeri de produse petroliere rafinate, cum ar fi benzina și motorina, precum și produse secundare ale acestora. În plus, combustibilii grei utilizați de navele mari, cum ar fi păcura, sau scurgerile de orice deșeuri uleioase sau ulei⁠(d) uzat, contribuie la astfel de incidente. Aceste scurgeri pot avea consecințe grave de mediu și economice.
Scurgerile de petrol pătrund în structura penajului păsărilor și în blana mamiferelor, reducându-le capacitatea de izolare și făcându-le mai vulnerabile la fluctuațiile de temperatură și, mult mai puțin, reducându-le flotabilitatea în apă. Curățarea și recuperarea după o scurgere de petrol sunt dificile și depind de mulți factori, inclusiv tipul de petrol vărsat, temperatura apei (care afectează evaporarea și biodegradarea) și tipurile de țărm și plaje implicate. Curățarea scurgerilor poate dura săptămâni, luni sau chiar ani.
Deversările de petrol pot avea consecințe dezastruoase pentru societate: economice, ecologice și sociale. Drept urmare, accidentele deversărilor de petrol determină o atenție intensă a presei și zarvă politică, adunând pe mulți într-o luptă politică privind răspunsul guvernului la scurgerile de petrol și ce acțiuni pot împiedica cel mai bine ca acestea să se întâmple.